# 디 아더스 (영화)
《디 아더스》(영어: The Others, 스페인어: Los otros)는 2001년에 개봉한 스페인 미국 합작의 고딕 초자연 심리 공포 영화이다. 알레한드로 아메나바르가 감독, 각본, 작곡을 맡고, 니콜 키드먼, 피눌라 플래너건 등이 출연했다.
2002년 제16회 고야상에서 15개 부문에 후보로 올라 작품상, 감독상을 포함해 8개 부문을 수상했다. 스페인어를 한 단어도 사용하지 않고 고야상에서 작품상을 수상한 최초의 영어 영화이기도 하다. 제28회 새턴상에서 감독상, 각본상, 아역상(알러키나 맨)을 포함해 총 6개 부문에 후보로 올랐으며, 그중 공포 영화 부문 작품상, 여우 주연상(키드먼), 여우 조연상(플래너건) 등 세 개 부문을 수상했다. 키드먼은 또한 제59회 골든 글로브상 드라마 영화 부문 여우 주연상과 제55회 영국 아카데미 영화상 여우 주연상 후보에 올랐으며, 아메나바르도 공포 영화로서는 드물게도 영국 아카데미 각본상 후보에 올랐다.

## 출연진
- 니콜 키드먼 - 그레이스 스튜어트 역
- 피눌라 플래너건 - 버사 밀스 역
- 크리스토퍼 에클스턴 - 찰스 스튜어트 역
- 알러키나 맨 - 앤 스튜어트 역
- 제임스 벤틀리 - 니컬러스 스튜어트 역
- 알렉산더 빈스 - 빅터 역
- 에릭 사이크스 - 에드먼드 터틀 역
- 일레인 캐시디 - 리디아 역
- 키스 앨런 - 말리시 씨 역
- 러네이 애셔슨 - 노부인 역
- 미셸 페얼리 - 말리시 부인 역